# Acalypha triloba
Acalypha triloba é uma espécie de flor do gênero Acalypha, pertencente à família Euphorbiaceae.